# Christoph Freund
Christoph Freund (Leogang, 2 luglio 1977) è un dirigente sportivo ed ex calciatore austriaco, direttore sportivo del Bayern Monaco.

## Carriera
Freund ha trascorso tutta la sua carriera da giocatore nelle divisioni inferiori dei campionati austriaci. Nel 2006 è entrato nel management del Red Bull Salisburgo, per poi iniziare a lavorare come coordinatore sportivo nel 2012. Nel 2015 Freund è stato nominato direttore sportivo del club, succedendo a Ralf Rangnick.
Nel settembre 2022, il Chelsea era sul punto di nominare Freund nuovo direttore sportivo del club e l'austriaco aveva già delineato come gli piace lavorare dietro le quinte. Alla fine l'affare non si è concretizzato.
Nel luglio 2023, Freund è stato annunciato come nuovo direttore sportivo del Bayern Monaco, a partire da settembre.